# Onchidiopsis kingmaruensis
Onchidiopsis kingmaruensis là một loài ốc biển, là động vật thân mềm chân bụng sống ở biển trong họ Velutinedae, với vỏ trong suốt.

## Mô tả
Chiều dài tối đa vỏ là 4 mm.

## Nơi sinh sống
Độ sâu tối thiểu ghi nhận được là 55 m. Độ sâu tối đa ghi nhận được là 55 m.